# Halvartjärnen, Värmland
Halvartjärnen är en sjö i Arvika kommun i Värmland och ingår i Göta älvs huvudavrinningsområde.